# 티퍼니 손턴
티퍼니 손턴(Tiffany Thornton, 1986년 2월 14일 ~ )은 미국의 배우 및 가수이다.

## 출연 작품
- 언럭키 참스 (2013)
- 유쾌한 서니 시즌2 (2010)
- 유쾌한 서니 시즌1 (2009)
- 해칭 피트 (2009)
- 한나 몬타나 (2006)
- The O.C. (2003)